# ترايدنت
ترايدنت (بالإنجليزية: Trident)‏ يعرف أيضاً بـ MSHTML هو اسم محرك التصميم الخاص بإنترنت إكسبلورر لنسخ مايكروسوفت ويندوز. تم تقديمه لأول مرة في الإصدارة 4.0 من إنترنت إكسبلورر في أكتوبر 1997، وما زال يستعمل حتى الآن. في النسخة 8 من إنترنت إكسبلورر قامت مايكروسوفت بعمل تعديلات هامة في لترايدنت لتحسين التعامل مع معايير الويب ولدعم التقنيات الجديدة لقد قامت مايكروسوفت بتطويره لمواكبة تطور الويب.